# Thạnh Phú (huyện)
Thạnh Phú là một huyện cũ ven biển nằm ở phía nam tỉnh Bến Tre cũ, Việt Nam.

## Địa lý
Huyện Thạnh Phú nằm ở phía nam tỉnh Bến Tre, có vị trí địa lý:
- Phía đông và phía nam giáp Biển Đông
- Phía tây giáp huyện Mỏ Cày Nam và huyện Châu Thành, tỉnh Trà Vinh
- Phía bắc giáp huyện Ba Tri và huyện Giồng Trôm.

Huyện Thạnh Phú có diện tích 411 km², dân số là 127.800 người (tính đến năm 2019) với đường bờ biển dài khoảng 25 km. Huyện lỵ là thị trấn Thạnh Phú nằm trên quốc lộ 57, cách thành phố Bến Tre khoảng 45 km về hướng đông nam. Mật độ dân số của huyện khá thấp, đạt 311 người/km².
Địa bàn huyện Thạnh Phú được hình thành từ đất phù sa của hai con sông Hàm Luông và Cổ Chiên bồi tụ nên qua nhiều thế kỷ và hiện nay, bãi biển Thạnh Phú vẫn lấn dần ra phía Biển Đông.
Là một trong 3 huyện duyên hải của tỉnh, Thạnh Phú gồm những cánh đồng bằng phẳng xen kẽ với những giồng cát và những khu rừng ngập mặn. Ở ven biển, ven sông là những dải rừng ráng, chà là, dừa nước, bần, mắm, đước, vẹt v.v... Diện tích chung toàn huyện là 41.180 ha, phần lớn đất đai do ảnh hưởng thủy triều của Biển Đông nên bị nhiễm mặn, còn các xã từ thị trấn Thạnh Phú trở lên giáp với huyện Mỏ Cày thuộc vùng nước lợ. Việc phát triển nông nghiệp, nhất là cây lúa, gặp nhiều khó khăn, năng suất thường bấp bênh.

## Lịch sử
Ngược dòng lịch sử, thời Chúa Nguyễn (1757), vùng đất Thạnh Phú thuộc tổng Tân An, châu Định Viễn, phủ Gia Định. Năm 1808, tổng Tân An thăng thành phủ Tân An, thuộc châu Định Viễn, Gia Định thành, đến năm 1823, đổi thành phủ Hoằng An, trấn Vĩnh Thanh gồm 2 huyện: Bảo An (cù lao Bảo) và Tân Minh (cù lao Minh). Năm 1867, thực dân Pháp chiếm miền Tây Nam Bộ, chúng thành lập tỉnh Bến Tre gồm 2 cù lao Bảo và Minh. Huyện Thạnh Phú nằm trên cù lao Minh, gồm phần lớn đất đai huyện Duy Minh cũ. Thạnh Phú có tên trên bản đồ từ đó.
Thời Pháp thuộc, huyện Thạnh Phú gồm 2 tổng Minh Phú và Minh Trị với 11 làng: Phú Khánh, Đại Điền, Thới Thạnh, Quới Điền, Thạnh Phú, An Thuận, An Thạnh, An Quy, An Nhơn, Giao Thạnh và Thạnh Phong.
Trong kháng chiến chống Pháp, năm 1948, do việc đi lại khó khăn,tỉnh Bến Tre quyết định lập thêm 3 xã Giang Hà, Phan Nhứt Tánh và Thạnh Phú 2. Năm 1951, 3 xã trên được giải thể và trở về nguyên trạng, hai xã An Quy, An Nhơn nhập lại thành xã Quy Nhơn cho đến sau ngày hiệp định Genève (ngày 20 tháng 7 năm 1954) mới tách ra làm đôi như cũ.
Sau ngày 30 tháng 4 năm 1975, huyện Thạnh Phú thuộc tỉnh Bến Tre, ban đầu bao gồm thị trấn Thạnh Phú và 11 xã: An Điền, An Nhơn, An Quy, An Thạnh, An Thuận, Đại Điền, Giao Thạnh, Phú Khánh, Quới Điền, Thạnh Phong, Thới Thạnh.
Ngày 3 tháng 4 năm 1979, chia xã Thạnh Phú thành 3 xã: Thạnh Phú, Mỹ Hưng và Bình Thạnh.
Ngày 14 tháng 3 năm 1984: 
- Chia xã Thạnh Phong thành 2 xã: Thạnh Phong và Thạnh Hải
- Chia xã Qưới Điền thành 2 xã: Qưới Điền và Hòa Lợi
- Chia xã Đại Điền thành 2 xã: Đại Điền và Tân Phong.

Ngày 24 tháng 8 năm 2001, thành lập xã Mỹ An trên cơ sở 072,09 ha diện tích tự nhiên và 6.279 nhân khẩu của xã An Thạnh; 1.031,56 ha diện tích tự nhiên và 3.400 nhân khẩu của xã Mỹ Hưng.
Cuối năm 2004, huyện Thạnh Phú bao gồm thị trấn Thạnh Phú và 17 xã: An Điền, An Nhơn, An Quy, An Thạnh, An Thuận, Bình Thạnh, Đại Điền, Giao Thạnh, Hòa Lợi, Mỹ An, Mỹ Hưng, Phú Khánh, Quới Điền, Tân Phong, Thạnh Hải, Thạnh Phong, Thới Thạnh.
Trước Cách mạng tháng Tám-1945, đất đai của Thạnh Phú, đặc biệt những vùng ruộng lúa, phần lớn nằm trong tay những địa chủ như Nguyễn Duy Hinh (Phủ Kiển), Hương Liêm, Phó Hoài ở xã Đại Điền, Cai Thì ở xã An Nhơn, Ngô Quang Dung (Chủ Quới) ở xã Giao Thạnh, Ban Phan ở xã An Thạnh...
Ngày nay, toàn bộ giai cấp bóc lột đã bị truất phế, nhưng những chứng tích như nhà cửa, lăng mộ đồ sộ, nguy nga xây dựng bằng mồ hôi, nước mắt của nông dân vẫn còn đó như một biểu tượng của sự bóc lột, chiếm đoạt tàn ác.
Nhân dân Thạnh Phú có truyền thống yêu nước chống xâm lược khá vẻ vang. Nhiều người dân Thạnh Phú đã có mặt trong các đội nghĩa quân chống Pháp của Bến Tre từ những ngày đầu chúng đặt chân đến vùng đất cù lao này. Mảnh đất Thạnh Phú, năm 1946 được mang vinh dự là nơi xuất phát của chuyến vượt biển đầu tiên của đoàn đại biểu Bến Tre ra miền Bắc gặp Bác Hồ và Trung ương Đảng, mở đường chi viện của Trung ương cho miền Nam. Tiểu đoàn 307 nổi tiếng là đơn vị "đánh đâu được đấy, oai hùng biết mấy" của thời 9 năm Kháng chiến chống Pháp đã làm lễ xuất quân đầu tiên trên đất Đại Điền, Thạnh Phú.

## Hành chính
Huyện Thạnh Phú có 18 đơn vị hành chính cấp xã trực thuộc, bao gồm thị trấn Thạnh Phú (huyện lỵ) và 17 xã: An Điền, An Nhơn, An Quy, An Thạnh, An Thuận, Bình Thạnh, Đại Điền, Giao Thạnh, Hòa Lợi, Mỹ An, Mỹ Hưng, Phú Khánh, Quới Điền, Tân Phong, Thạnh Hải, Thạnh Phong, Thới Thạnh.

## Kinh tế
Nền kinh tế chính của huyện là sản xuất nông nghiệp với cây chủ lực là cây lúa nước. Từ thị trấn ngược lên Đại Điền, Phú Khánh là những cánh đồng lúa. Từ thị trấn đi về phía biển, diện tích đồng lúa bị thu hẹp dần lại, nhường chỗ cho các đầm nuôi tôm, đưa lại thu nhập cao gấp nhiều lần trồng lúa. Người dân ở vùng này, còn có nghề rừng, đánh bắt và chế biến hải sản.
Trên những giồng đất, nhân dân thường trồng hoa màu, thuốc lá, dưa hấu. Trong những năm 40, nghề trồng bông vải từ phía Ba Tri lan sang đây, phát triển khá mạnh trên các giồng, tận ven biển.
Mạng lưới sông ngòi chằng chịt và biển khơi là nguồn thủy hải sản dồi dào, hàng năm cung cấp cho Thạnh Phú hàng ngàn tấn tôm, cua, cá các loại. Con nghêu, một đặc sản của vùng biển Thạnh Phong, Thạnh Hải cũng là nguồn lợi quan trọng, nuôi sống hàng ngàn dân ven biển. Nằm trên một địa bàn thuận lợi như vậy, đã từ lâu, người dân Thạnh Phú đã dùng thuyền to để vận chuyển, đi lại mua bán với các tỉnh miền Tây, lên phía Đồng Tháp Mười và ra tận miền Trung.
Trong khoảng 10 năm cuối của thế kỷ (1990 – 2000) qua một quá trình thể nghiệm, điều chỉnh nhiều lần, đến nay huyện Thạnh Phú đã hình thành rõ nét 3 tiểu vùng:
- Tiểu vùng 1: gồm 9 xã phía bắc của huyện giáp với huyện Mỏ Cày (Phú Khánh, Đại Điền, Quới Điền, Thới Thạnh, Hòa Lợi, Mỹ Hưng, Bình Thạnh, Tân Phong và một phần thị trấn Thạnh Phú) là vùng lúa 2 vụ/năm, có diện tích hơn 6.000 ha.
- Tiểu vùng 2: tức vùng giữa của huyện gồm các xã An Thạnh, An Qui, An Thuận, An Điền và một phần của thị trấn Thạnh Phú, xấp xỉ 7.000 ha, được quy hoạch luân canh một vụ tôm vào mùa nắng và một vụ lúa vào mùa mưa, đã đem lại hiệu quả rõ rệt.
- Tiểu vùng 3: vùng ven biển, gồm các xã An Nhơn, Giao Thạnh, Thạnh Phong, Thạnh Hải là vùng chuyên nuôi tôm. Diện tích đầm, ao nuôi tôm đến năm 1999 chiếm khoảng 5.000 ha. Khả năng có thể mở rộng diện tích nuôi tôm lên gấp đôi trong những năm đến.

Là một huyện nằm ở cuối dòng sông Cửu Long, đất đai phần lớn bị nhiễm mặn, lại bị chiến tranh tàn phá nặng nề, việc phát triển sản xuất, nâng cao đời sống của dân gặp không ít khó khăn. Hằng ngày, tỉnh thường phải tổ chức cứu trợ cho một số hộ nghèo, nhưng từ năm 1995 thì bắt đầu chấm dứt hẳn. Tuy nhiên, việc làm ăn khấm khá diễn ra không đều. Vùng nuôi thủy sản phát triển nhanh nhất nhờ con tôm. Nhiều gia đình nghèo khổ nay đã trở thành triệu phú, thậm chí có bạc tỷ. Một nét đẹp đáng biểu dương là có những người nghèo nay làm ăn phát đạt, vì thấm thía nỗi khổ mà mình đã trải, nên đã bỏ ra hàng đôi ba trăm triệu đồng cho bà con mượn làm vốn sản xuất, không lấy lãi và có khi không cần kỳ hạn, nếu những người đó làm ăn gặp phải khó khăn, chưa vượt qua được. Ở xã Giao Thạnh, có gia đình điển hình cho mượn vốn tương trợ, giúp đỡ nhau vượt nghèo, vượt khó không lấy lãi.
Dự án ngọt hóa vùng Quới Điền với hệ thống kênh, đê, cống có tổng chiều dài 25 km là công trình thủy lợi lớn nhất ở vùng bắc Thạnh Phú trong những năm qua, đã mang lại hiệu quả kinh tế rõ rệt.